# Yingpu
Yingpu är ett stadsdelsdistrikt i Kina. Den ligger i Qingpu i storstadsområdet Shanghai, i den östra delen av landet, omkring 34 kilometer väster om den centrala stadskärnan. Antalet invånare är 118 708. Befolkningen består av 55 892 kvinnor och 62 816 män. Barn under 15 år utgör 11,0 %, vuxna 15-64 år 81 %, och äldre över 65 år 7,0 %.